# OGLE-TR-10
OGLE-TR-10是一個位在人馬座黃矮星，非常黯淡，星等只有14.93等，目前發現一個叫做OGLE-TR-10 b的行星環繞著它。